# Sfax (1934)
Sfax (Q182) – francuski oceaniczny okręt podwodny z okresu międzywojennego i II wojny światowej, jedna z 31 jednostek typu Redoutable. Okręt został zwodowany 6 grudnia 1934 roku w stoczni Ateliers et Chantiers de la Loire w Nantes, a w skład Marine nationale wszedł 7 września 1936 roku. Podczas wojny jednostka pełniła służbę na Atlantyku i wzięła udział w kampanii norweskiej, a od zawarcia zawieszenia broni między Francją a Niemcami znajdowała się pod kontrolą rządu Vichy. 19 grudnia 1940 roku okręt został omyłkowo zatopiony u wybrzeży Maroka przez niemiecki okręt podwodny U-37.

## Projekt i budowa
„Sfax” zamówiony został w ramach programu rozbudowy floty francuskiej z 1930 roku. Projekt (o sygnaturze M6 ) był ulepszeniem pierwszych powojennych francuskich oceanicznych okrętów podwodnych – typu Requin. Poprawie uległa krytykowana w poprzednim typie zbyt mała prędkość osiągana na powierzchni oraz manewrowość. Okręty typu Redoutable miały duży zasięg i silne uzbrojenie; wadą była ciasnota wnętrza, która powodowała trudności w dostępie do zapasów prowiantu i amunicji. Konstruktorem okrętów był inż. Jean-Jacques Roquebert. „Sfax” należał do 3. serii jednostek, które otrzymały silniki Diesla o większej mocy, dzięki czemu osiągały one na powierzchni prędkość 20 węzłów .
„Sfax” zbudowany został w stoczni Ateliers et Chantiers de la Loire w Nantes . Stępkę okrętu położono 28 lipca 1931 roku , a zwodowany został 6 grudnia 1934 roku.

## Dane taktyczno–techniczne
„Sfax” był dużym, oceanicznym okrętem podwodnym o konstrukcji dwukadłubowej. Długość całkowita wynosiła 92,3 metra (92 metry między pionami), szerokość 8,2 metra i zanurzenie 4,7 metra. Wyporność standardowa w położeniu nawodnym wynosiła 1384 tony (normalna 1570 ton), a w zanurzeniu 2084 tony. Okręt napędzany był na powierzchni przez dwa silniki wysokoprężne Sulzer o łącznej mocy 8000 KM. Napęd podwodny zapewniały dwa silniki elektryczne o łącznej mocy 2000 KM. Dwuśrubowy układ napędowy pozwalał osiągnąć prędkość 20 węzłów na powierzchni i 10 węzłów w zanurzeniu . Zasięg wynosił 10 000 Mm przy prędkości 10 węzłów w położeniu nawodnym (lub 4000 Mm przy prędkości 17 węzłów) oraz 100 Mm przy prędkości 5 węzłów w zanurzeniu. Zbiorniki paliwa mieściły 95 ton oleju napędowego . Dopuszczalna głębokość zanurzenia wynosiła 80 metrów, a czas zanurzenia 45-50 sekund. Autonomiczność okrętu wynosiła 30 dób .
Okręt wyposażony był w siedem wyrzutni torped kalibru 550 mm: cztery na dziobie i jeden potrójny zewnętrzny aparat torpedowy. Prócz tego za kioskiem znajdował się jeden podwójny dwukalibrowy (550 lub 400 mm) aparat torpedowy . Na pokładzie było miejsce na 13 torped, w tym 11 kalibru 550 mm i dwie kalibru 400 mm . Uzbrojenie artyleryjskie stanowiło działo pokładowe kalibru 100 mm M1925 L/45 oraz zdwojone stanowisko wielkokalibrowych karabinów maszynowych Hotchkiss kalibru 13,2 mm L/76 . Jednostka wyposażona też była w hydrofony .
Załoga okrętu składała się z 4 oficerów oraz 57 podoficerów i marynarzy.

## Służba
„Sfax” wszedł do służby w Marine nationale 7 września 1936 roku . Jednostka otrzymała numer burtowy Q182 . W momencie wybuchu II wojny światowej okręt pełnił służbę na Atlantyku, wchodząc w skład 2. dywizjonu 4. eskadry okrętów podwodnych w Breście (wraz z siostrzanymi okrętami „Achille”, „Casabianca” i „Pasteur”) . Dowódcą okrętu był w tym okresie kpt. mar. M.J.M. Groix, a jednostka przechodziła remont, który zakończył się w trzecim tygodniu września 1939 roku . Od 22 września do 3 listopada okręty 2. dywizjonu patrolowały rejon przylądka Ortegal w poszukiwaniu niemieckich statków handlowych zmierzających do hiszpańskich portów . W dniach 14–25 listopada „Sfax”, „Achille”, „Casabianca” i „Pasteur” eskortowały krążownik pomocniczy „Quercy” na trasie z Brestu do Halifaxu . Pomiędzy 5 a 16 grudnia „Sfax” i „Casabianca” wraz z brytyjskim pancernikiem HMS „Revenge” eskortowały w centralnej części Atlantyku konwój HX-11, który 18 grudnia dopłynął do Liverpoolu . Po opuszczeniu konwoju w pobliżu Lizard Point oba okręty podwodne w eskorcie awiza „Commandant Rivière” dotarły 17 grudnia do Brestu .
17 kwietnia 1940 roku wszystkie jednostki 2. dywizjonu okrętów podwodnych („Achille”, „Pasteur”, „Casabianca” i „Sfax”) udały się do Harwich, by wspomóc Brytyjczyków w kampanii norweskiej (dowództwo „Sfaxa” sprawował nadal kpt. mar. M.J.M. Groix) . 18 kwietnia okręt przepłynął do Dundee, skąd 23 kwietnia wyszedł na patrol pod Flekkefjord i Egersund . Na kolejny patrol jednostkę wysłano w okolice Lindesnes . 22 kwietnia na pozycji 58°15′N 6°00′E/58,250000 6,000000 okręt wystrzelił dwie niecelne torpedy w kierunku podążającego do Stavangeru niemieckiego parowca „Palime” (2863 BRT) . 1 maja „Sfax” powrócił z patrolu do Dundee . 23 maja jednostka powróciła do Dundee z kolejnego patrolu . 4 czerwca 1940 roku „Sfax” i pozostałe francuskie okręty podwodne uczestniczące w kampanii norweskiej wraz z okrętem-bazą „Jules Verne” opuściły Dundee i powróciły do Brestu, eskortowane przez brytyjskie niszczyciele HMS „Bedouin” i HMS „Ashanti” .
W czerwcu 1940 roku „Sfax” nadal wchodził w skład 2. dywizjonu 4. eskadry okrętów podwodnych w Breście, a jego dowódcą był kpt. mar. M.J.M. Groix (okręt znajdował się w remoncie) . 18 czerwca, wobec zbliżania się wojsk niemieckich do portu w Breście, „Sfax” ewakuował się do Casablanki (razem z okrętami podwodnymi „Casabianca”, „Persée”, „Poncelet”, „Ajax”, „Circé”, „Thétis”, „Calypso”, „Méduse”, „La Sibylle”, „Amazone”, „Antiope”, „Orphée” i „Amphitrite”) . Po zawarciu zawieszenia broni między Francją a Niemcami okręt znalazł się pod kontrolą rządu Vichy. W listopadzie 1940 roku „Sfax” wraz z bliźniaczym okrętem „Sidi Ferruch” stacjonował w Casablance . 19 grudnia 1940 roku, podczas rejsu z Casablanki do Dakaru, „Sfax” oraz zbiornikowiec „Rhône” (2785 BRT) zostały omyłkowo storpedowane nieopodal Ras Dżubi przez niemiecki okręt podwodny U-37  . „Sfax” zatonął na pozycji 28°03′N 12°54′W/28,050000 -12,900000, a z 69 przebywających na okręcie członków załogi przeżyło zaledwie czterech (śmierć poniósł m.in. dowódca jednostki, kpt. mar. Marcel Julien Marie Groix) .